# Иван Зринов
Иван Раднев Зринов е български опълченец, учител и книжовник.

## Биография
Роден е през 1853 година в село Беброво, Еленско.
Работил е като учител в Северна Добруджа и Влашко – в Конгаз, Потур и Бабадаг (Тулчанско). Редактира възрожденското списание „Китка“, което се печата през 1875 г. в печатницата на Янко С. Ковачев във Виена. Списанието е с мото „Человек без учение прилича като птица без крила и като риба без вода“, илюстровано с орнаменти и картина в заглавието. Списанието декларира намерението си да „излиза на белий свет само и само и ще ся труде да дава на народа ни: добри и полезни научни знания, които ще ся пишат по един прост и вразумителен стил (слог) ... на колко пъти ще излиза в годината засега остава неизвестно“. Списанието съдържа статията на Гаврил Кръстевич „Просвещение и невежество“, акростихове с педагогическа насоченост и други. Документирана е само една книга от списанието.
По време на Руско-турската война (1877 – 1878 г.) се включва в редиците на българското опълчение, част от Пета дружина, ръководена от майор Павел Николаевич Попов.
След Освобождението е административен служител и учител в Горна Оряховица, автор е на учебници, статии и преводи. Сред книгите, които превежда, съставя и отпечатва е „Пълна гимнастика за отделенията и класовете“, издадена през 1886 година в Ловеч.
Почива през 1928 година.